# شارون (عاليه)
شارون هي قرية لبنانية من قرى قضاء عاليه في محافظة جبل لبنان.
تبعد شارون 31 كلم عن بيروت عاصمة لبنان. ترتفع 1080 م عن سطح البحر وتمتد على مساحة 948 هكتاراً.  تسكنها ثلاث عائلات رئيسية: آل الصايغ، آل الأحمدية، آل البنا.